# Беспилотное наземное транспортное средство
Беспилотное наземное транспортное средство (БНТС) (англ. Unmanned ground vehicle, UGV)— наземное транспортное средство, функционирующее без экипажа на борту.
БНТС находят применение там, где присутствия оператора-человека неудобно, опасно или невозможно. Как правило, транспортное средство оснащено набором датчиков для наблюдения за окружающей средой, и либо самостоятельно принимает решения о своём поведении, либо передаёт информацию с датчиков оператору-человеку, управляющему им по радиоканалу. БНТС является наземным аналогом беспилотных летательных аппаратов (БПЛА), дистанционно управляемых подводных транспортных средств и беспилотных надводных аппаратов. Беспилотная робототехника активно разрабатывается как для гражданского, так и военного использования, чтобы выполнять различные монотонные и опасные задачи.

## История

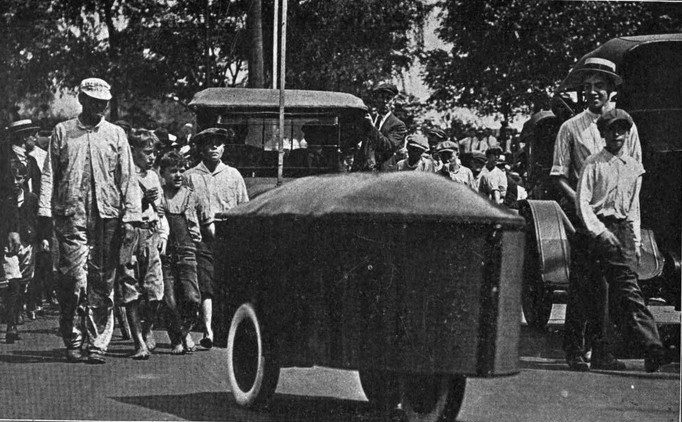
Радиоуправляемый автомобиль. Дейтон, штат Огайо, 1921 год.

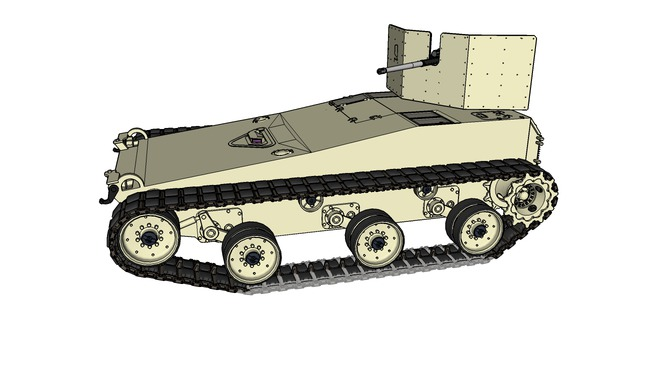
танк с дистанционным управлением.

В октябре 1921 года в журнале World Wide Wireless, выпускаемом компанией RCA, был описан рабочий экземпляр машины с дистанционным управлением. Автомобиль был беспилотным, и управлялся беспроводным способом по радиоканалу; предполагалось, что эта технология может быть перенесена на танки. В 1930-х годах в СССР был разработан телетанк — танк без экипажа, дистанционно управляемый по радиосвязи из другого танка. Их использовали в советско-финской войне (1939—1940 гг.) и во время Великой Отечественной войны. В 1941 году британцы разработали радиоуправляемую версию своего пехотного танка Matilda II. Известный как «Чёрный Принц», он по замыслу предназначался для огня из скрытых противотанковых пушек или для миссий уничтожения. Но, из-за больших затрат на преобразование системы трансмиссии бака в коробки передач типа Вильсона, заказ на 60 танков был отменён.
С 1942 года немцы использовали гусеничные самоходные мины «Голиаф». «Голиаф» — это небольшое гусеничное транспортное средство, несущее 60 кг взрывчатки и управляемое оператором через кабельную линию связи. Его прототипом послужил миниатюрный французский гусеничный транспорт, обнаруженный немцами после разгрома Франции в 1940 году. Большая стоимость, низкая скорость, зависимость от кабеля для управления и слабая защита от оружия обусловили недостаточную эффективность Голиафа.
Первые заметные работы по разработке мобильных роботов берут начало в 1960-х годах. В результате исследований DARPA был создан робот Shakey. Shakey располагался на колёсной платформе и был оснащён телекамерой, датчиками и компьютером, которые вместе обеспечивали управление навигационными задачами для перемещения деревянных блоков по команде оператора.

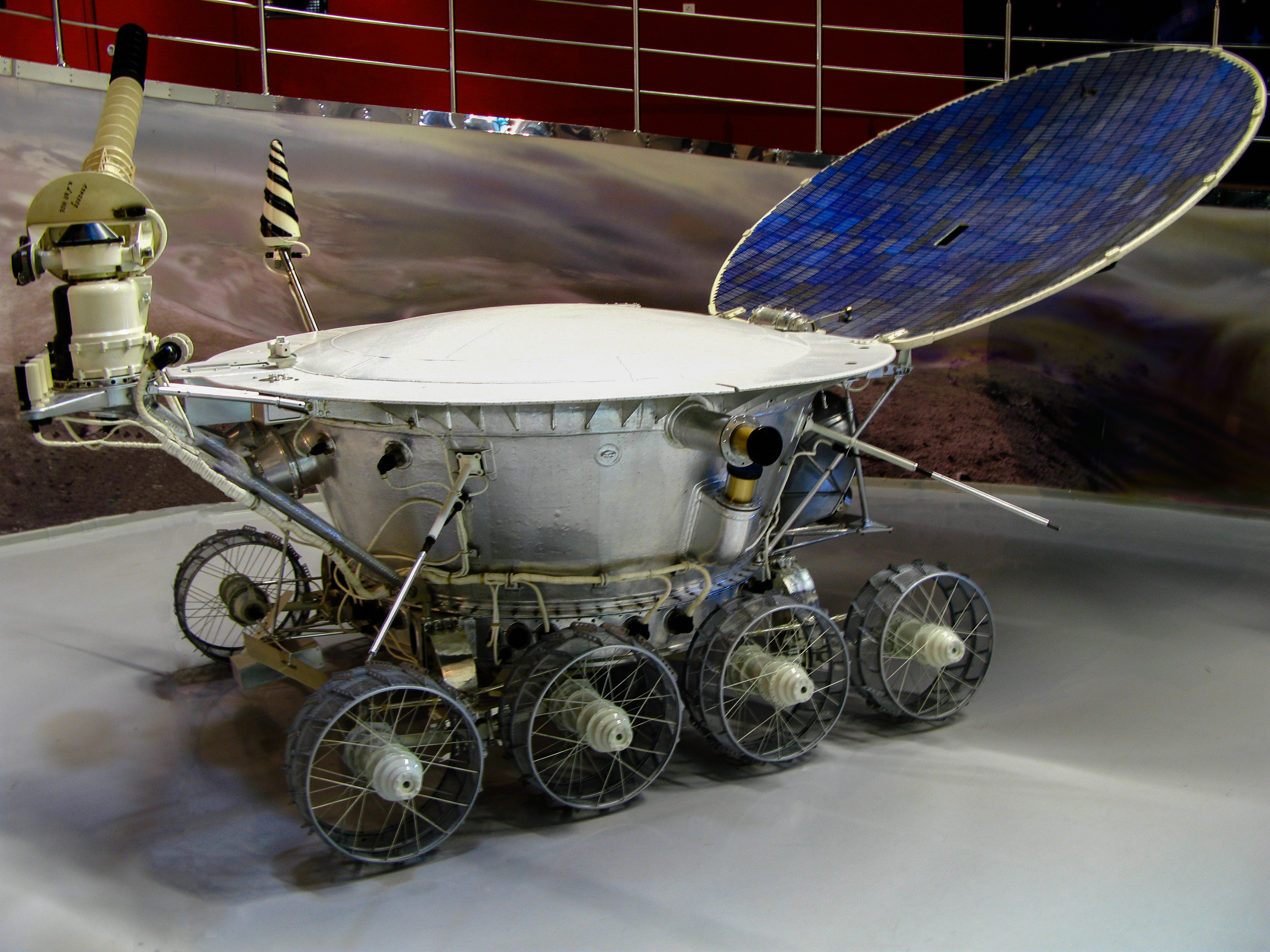
луноход-1 — беспилотный электромобиль на солнечных батареях

Луноход 1 созданный в 1970 году был по сути беспилотным электромобилем на солнечных батареях с дистанционным управлением с земли.

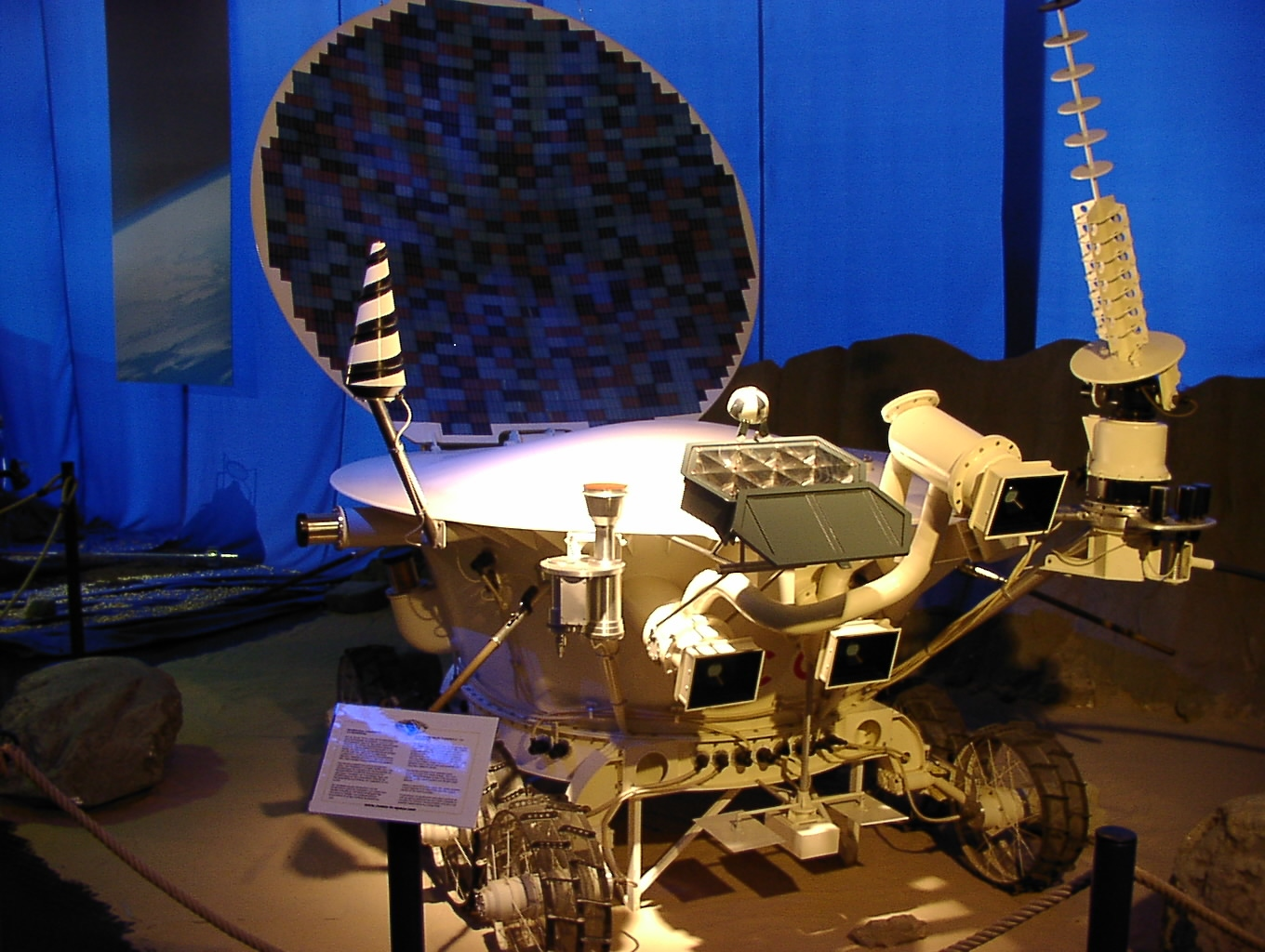
Луноход-2 с буром, управлялся с помощью телекамер

В 1973 году на Луну был запущен Луноход-2.

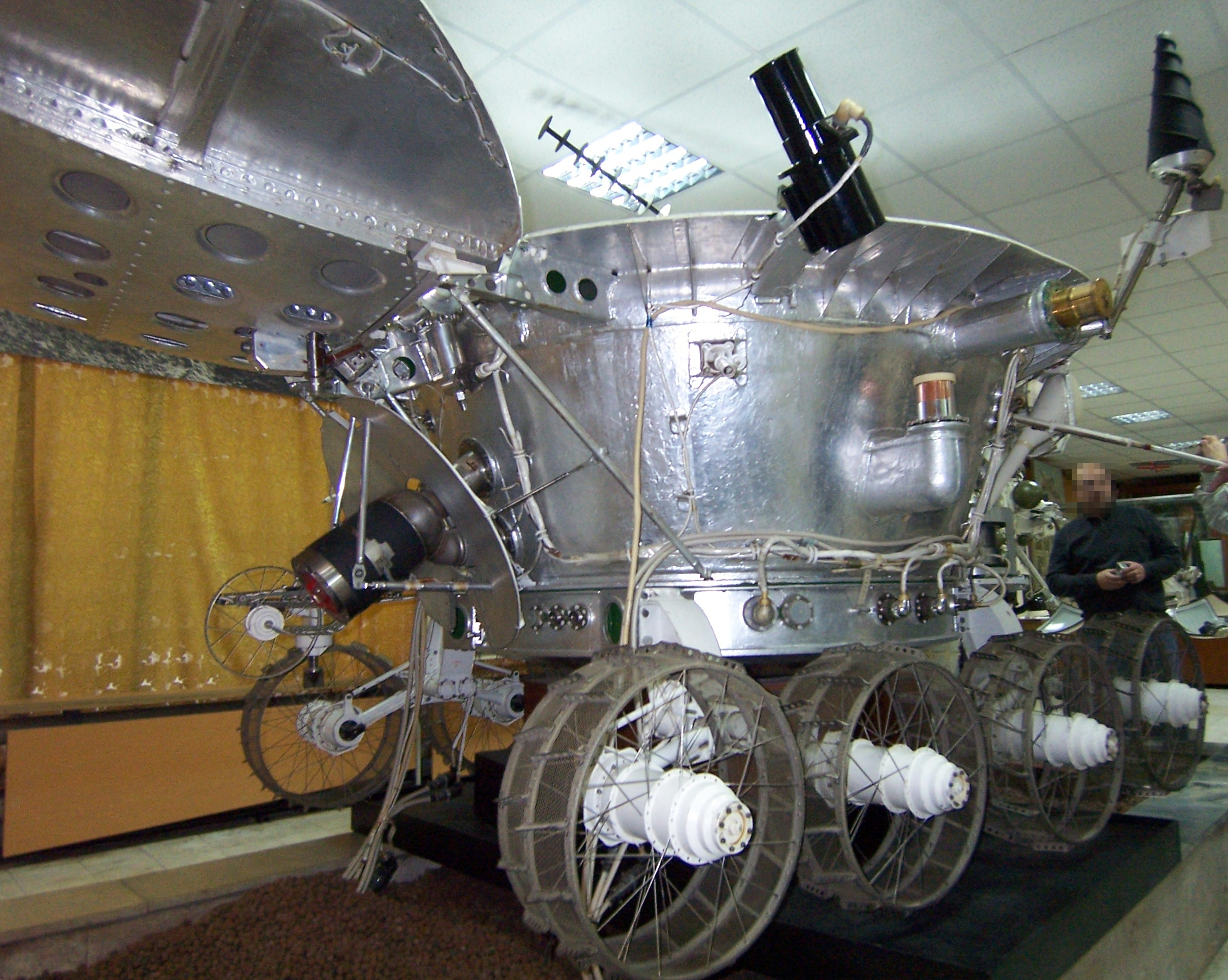
Луноход-3

В 1977 году должен был полететь на Луну Луноход-3, но полёт был отменён, испытания луноходов было на земле.

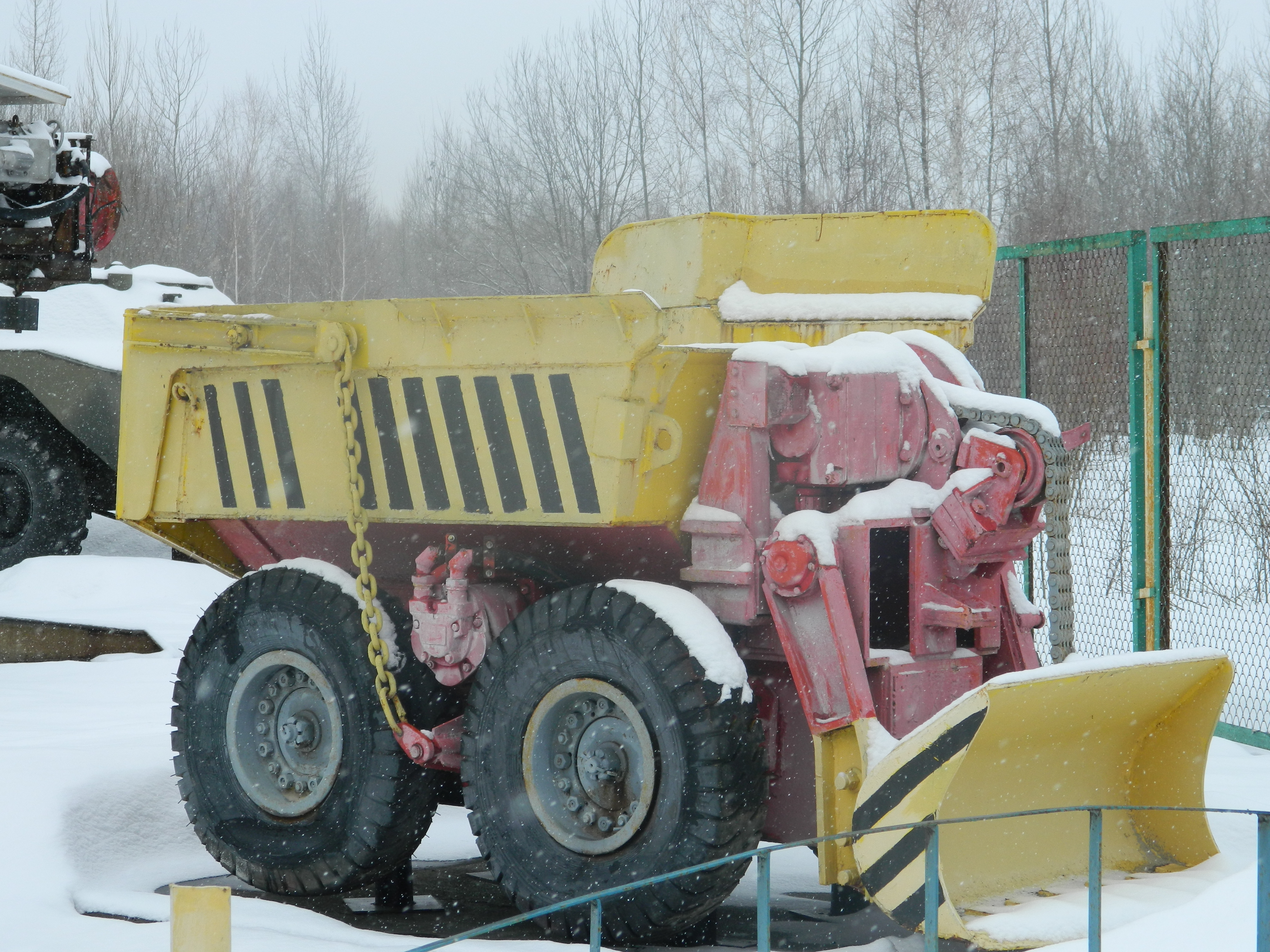
дистанционно управляемый грузовой автомобиль использовавшийся при ликвидации последствий аварии на Чернобыльской АЭС

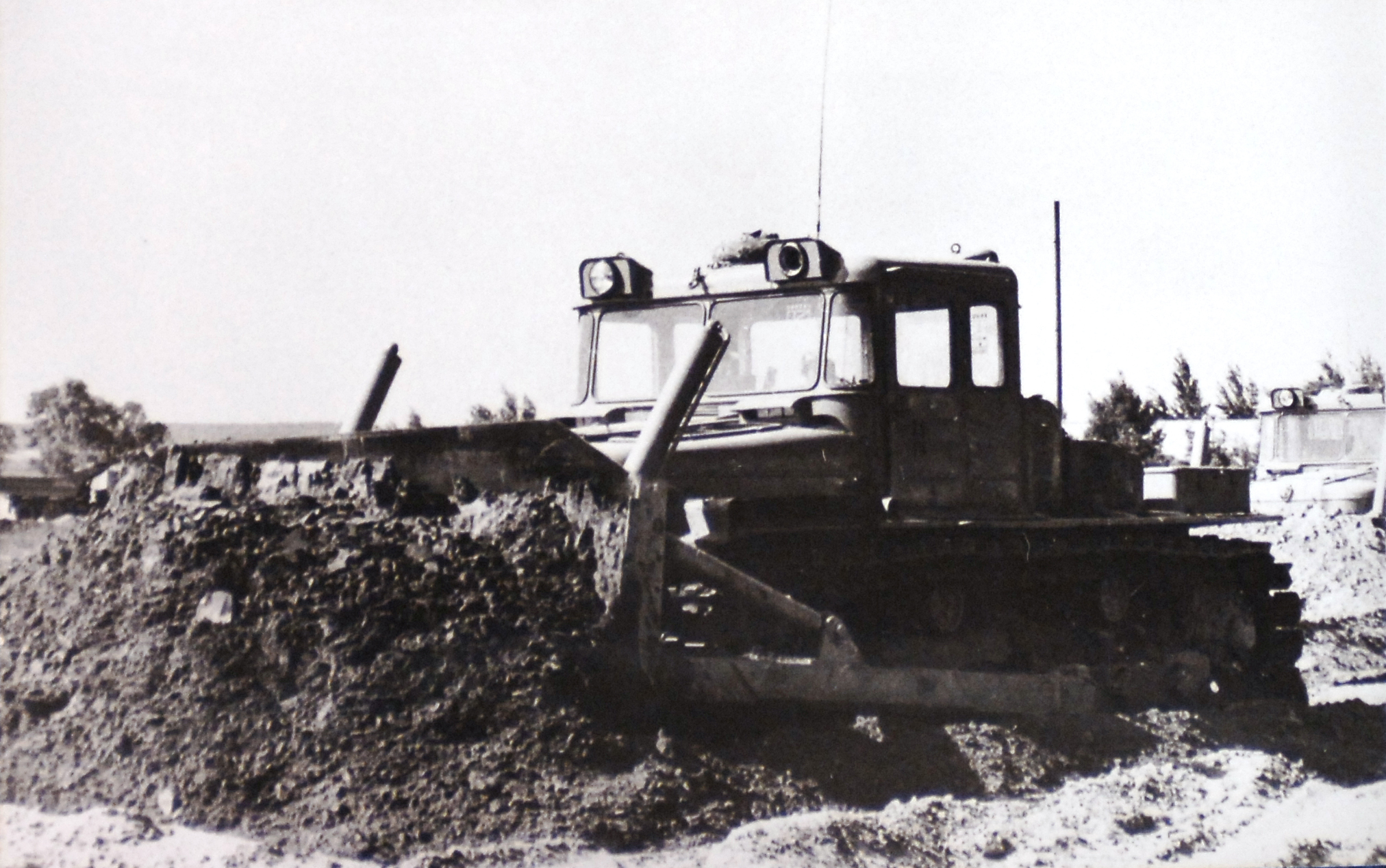
радиоуправляемый бульдозер при ликвидации последствий аварии на Чернобыльской АЭС

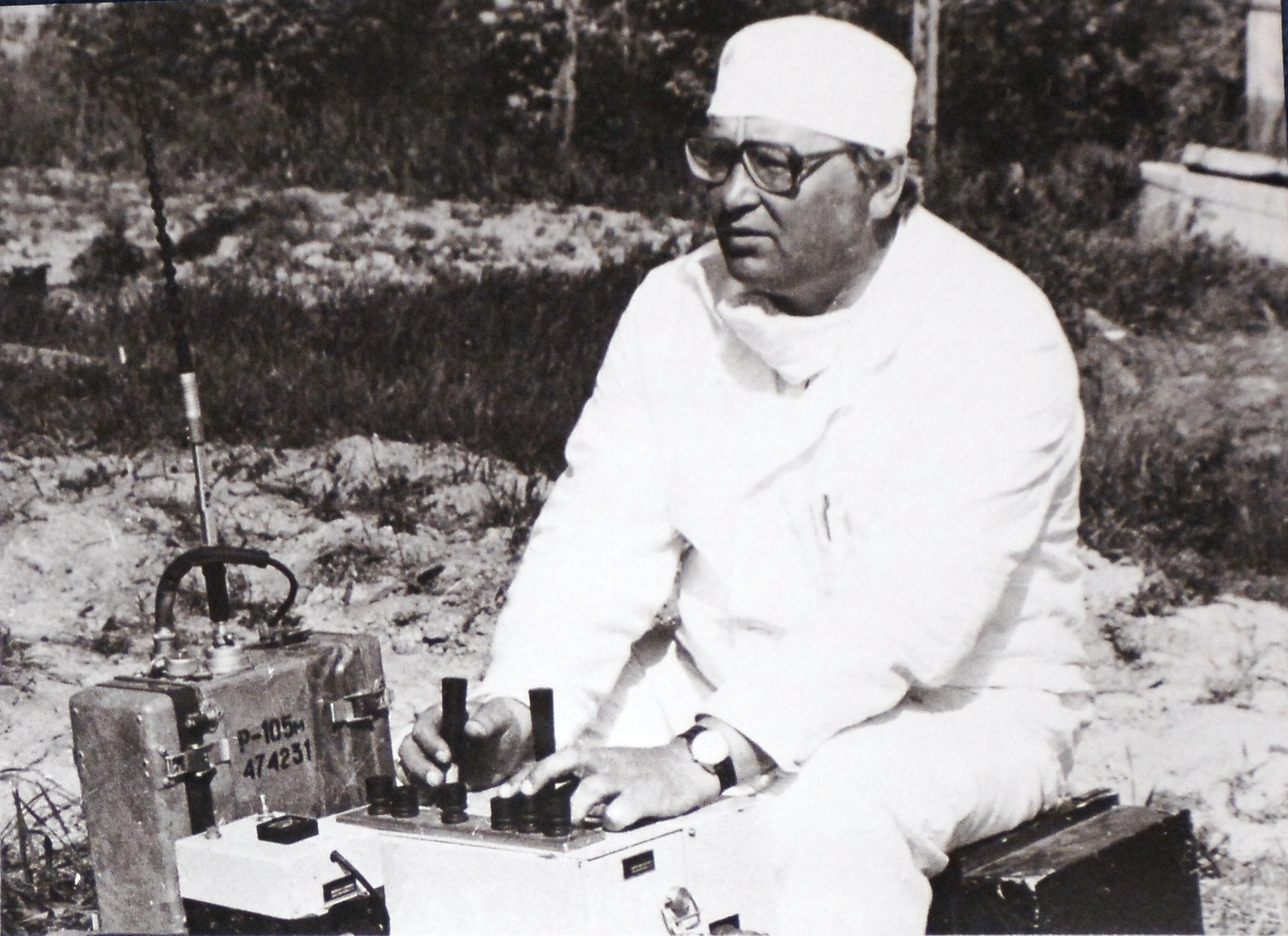
оператор бульдозера во время ликвидации последствий аварии на Чернобыльской АЭС управляет бульдозером с помощью дистанционного управления, по современной терминологии FPV, так как на бульдозере были установлены телекамеры

За несколько лет до событий на Чернобыльской атомной электростанции в производственном объединении «Сибцветметавтоматика», в Красноярске под руководством Михаила Царегородцева разрабатывалась радиоуправляемая автоматическая система для тракторов-бульдозеров, её готовили для использования при производстве работ в опасных условиях, чтобы не подвергать опасности жизнь человека при разработке горных выработок и строительстве тоннелей, сопряжённых с возможными обрушениями породы, в том числе, предполагались и другие случаи для её применения. И такой трагический случай наступил в Союзе ССР произошла авария на ЧАЭС. Инженеры и специалисты производственного объединения «Сибцветметавтоматики» одними из первых выехали в Чернобыль. А с Челябинского тракторного завода в зону бедствия были отправлены бульдозеры. Специалисты «Сибцветметавтоматики» в кратчайшие сроки времени оборудовали семь тяжёлых бульдозеров марки ДЭТ-250 системой радиоуправления, что позволило производить расчистку заражённой территории вокруг ЧАЭС в местах с высокой радиацией без участия тракторист-машинистов.

## Конструкция
Беспилотные наземные транспортные средства, как правило, имеют следующие компоненты: платформу, датчики, системы управления, интерфейс управления, канал связи и функции системной интеграции.

### Платформа
Платформа состоит из аппарата движителя, датчиков и источника питания. Распространённые варианты движителя — гусеницы, колёса, ноги. Платформа может быть основана на конструкции мотовездехода, иметь сочленённый корпус, а некоторые могут соединяться с другими платформами.

### Датчики
Основное предназначение датчиков — навигация и определение типа окружающей среды. Могут использоваться компасы, одометры, инклинометры, гироскопы, камеры для триангуляции, лазерные и ультразвуковые дальномеры, инфракрасные датчики.

### Системы управления
Транспорт может управляться удалённо оператором или иметь автономное поведение, также возможно комбинированное управление, когда оператор может вмешаться в автономное поведение.

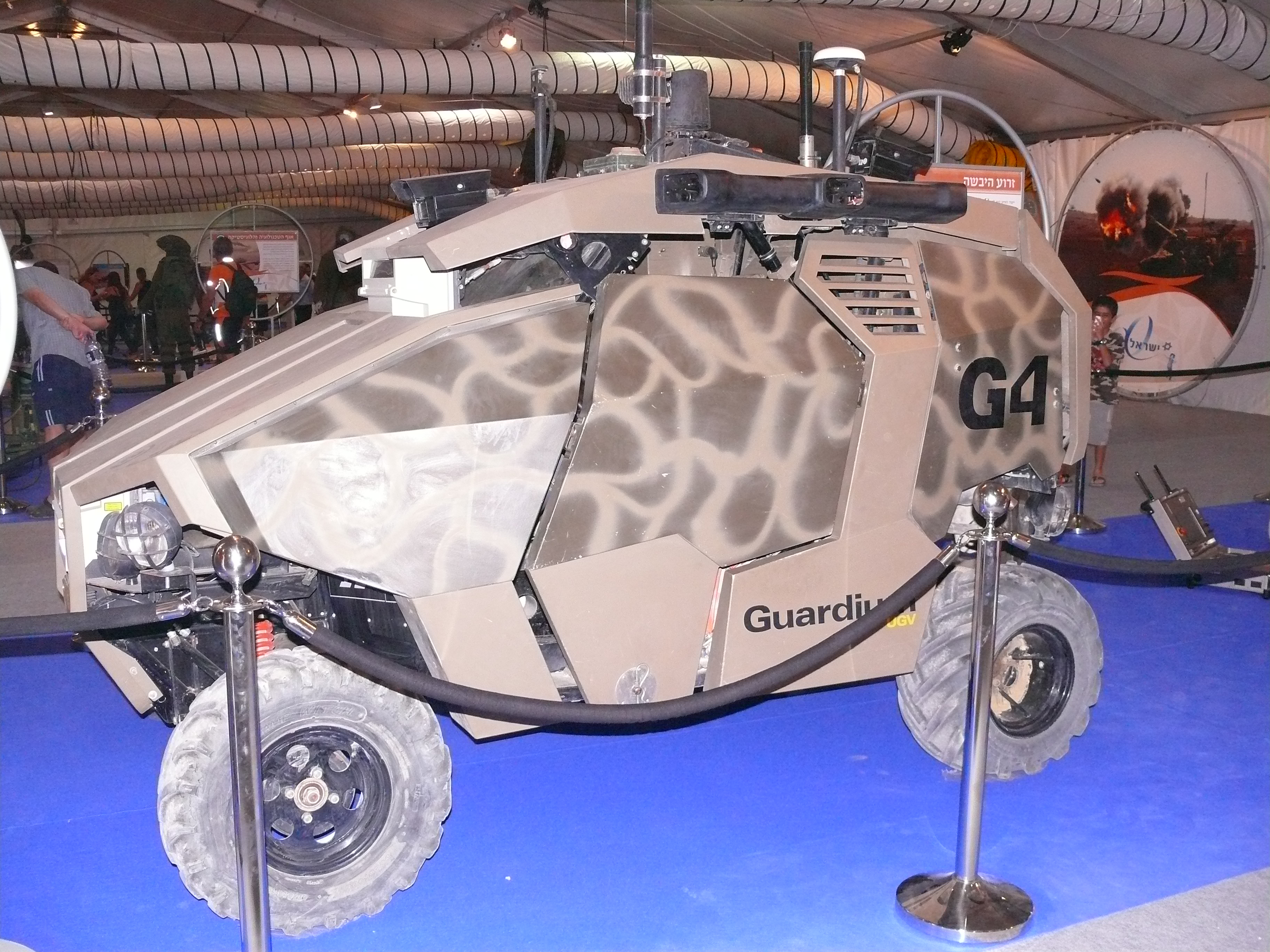
Guardium используется силами израильских сил обороны для участия в операциях по охране границ.

#### Удалённое управление

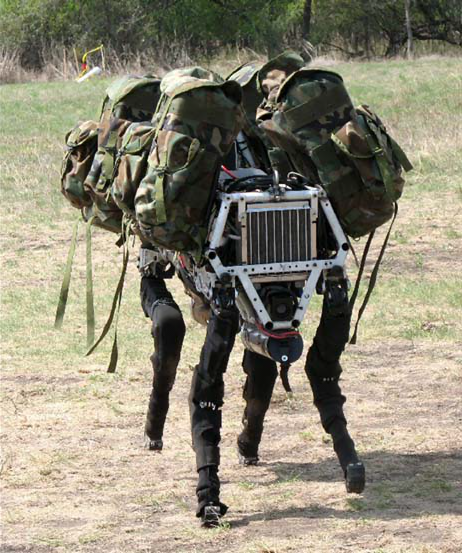
Робот компании Boston Dynamics разрабатывался как переносчик груза, способный пересекать сложную местность

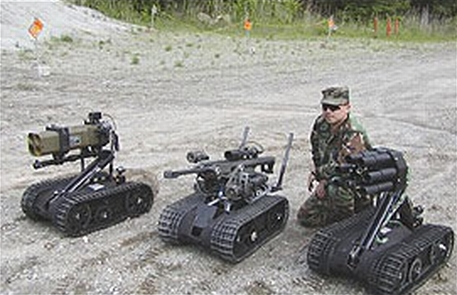
Роботы Foster-Miller TALON SWORDS оборудованы оружием

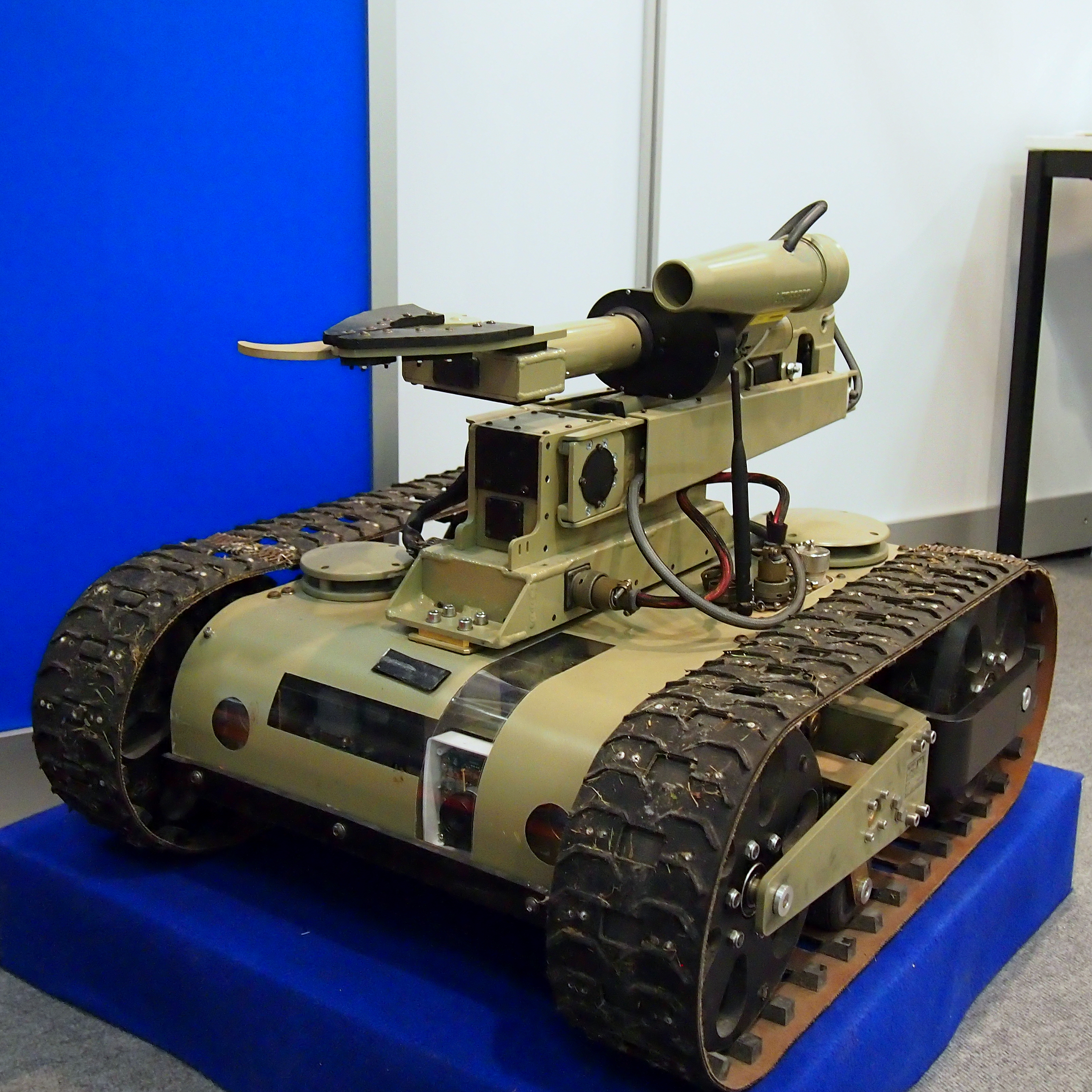
БНТС «Леопард Б» компании EuroLink Systems.

Дистанционно управляемое БНТС — это транспортное средство, управляемое оператором через интерфейс. Все действия задаются оператором на основе прямого визуального наблюдения или удалённо с помощью датчиков, таких как цифровые видеокамеры. В качестве простого примера можно привести игрушечный автомобиль на дистанционном управлении. Для дистанционного управления современными БНТС используют средства радиосвязи.

#### Автономное управление

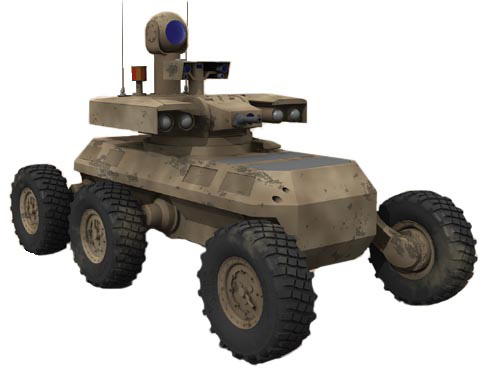

Автономный БНТС — это по сути автономный робот, работающий без вмешательства человека, на основе технологий искусственного интеллекта. На основе сигналов датчиков автомобиль формирует понимание окружающей среды, которое затем используется алгоритмами управления для определения действий машины в контексте поставленной задачи. Таким образом, отпадает необходимость в операторе, надзирающим за действиями машины.
Полностью автономный робот способен:
- собирать информацию об окружающей среде, например, создавать карты внутренних помещений в зданиях;
- определять целевые объекты, такие как люди и транспортные средства;
- передвигаться между путевыми точками без помощи человека;
- работать длительное время без вмешательства человека;
- избегать ситуаций, вредных для людей, частной собственности или себя, если это не входит в его задачи;
- устранять взрывчатые вещества или оружие;
- ремонтировать себя без посторонней помощи.

Робот также может самообучаться. Автономное обучение включает в себя способность:
- учиться или получать новые возможности без посторонней помощи;
- подстраивать стратегии поведения под окружающую среду;
- приспосабливаться к окружающей среде без внешней помощи;
- разрабатывать этические установки на цели миссии.

Одним из критических аспектов, которые следует учитывать при разработке вооружённых автономных машин, является различение комбатантов и гражданских лиц. Его неправильная реализация может быть губительной. Это особенно верно в современную эпоху, когда комбатанты во избежание обнаружения часто намеренно маскируются под гражданских. Даже если робот будет распознавать комбатантов с точностью 99 %, количество гражданских потерь может быть катастрофическим. Поэтому отправка полностью автономных машин в настоящий бой маловероятна, по крайней мере, пока не будет разработано удовлетворительное решение.

### Интерфейс управления
В зависимости от типа системы управления в интерфейс между машиной и человеком-оператором могут входить: джойстик, компьютерные программы, голосовые команды.

### Канал связи
Связь между БНТС и пунктом управления может осуществляться по радиоканалу или по оптоволокну. Также возможна связь с другими машинами и роботами, участвующими в операции.

### Системная интеграция
Системная архитектура осуществляет взаимодействие между аппаратным и программным обеспечением и определяет успех и автономность БНТС.

## Области применения
Существует большое разнообразие БНТС. Преимущественно они используются для замены людей в опасных ситуациях, таких как обезвреживание взрывных устройств, где требуется дополнительная сила и малый размер, или где людям сложно пройти. Военные применения — это наблюдение, разведку и огневое поражение целей. Они также используются в таких отраслях, как сельское хозяйство, добыча ископаемых и строительство.
БНТС также используются в миротворческих операциях, наземного наблюдения, проведения полицейских и военных операций в городах. Также их используют в спасательных миссиях, впервые они были задействованы для поиска выживших после терактов 11 сентября 2001 года в США.

### Космические программы
NASA для проекта Mars Exploration Rover построило два БНТС, марсоходы «Спирит» и «Оппортьюнити», которые удалось использовать за пределами изначальных параметров. Этому способствовали оснащение избыточными системами, принятие долгосрочных решений и аккуратное обращение. Марсоходы Оппортьюнити и Спирит, шестиколёсные наземные аппараты, работающие на солнечной энергии, были запущены в июле 2003 года и отправлены на противоположные стороны Марса в январе 2004 года. Марсоход «Спирит» выполнял миссию на протяжении срока в 20 раз больше ожидаемого, пока не попал в ловушку из глубокого песка в апреле 2009 года. Оппортьюнити проработал более 14 лет вместо предполагаемого срок службы в 3 месяца. Марсоход Кьюриосити появился на Марсе в сентябре 2011 года, его первоначальная двухлетняя миссия была продлена на неопределённый срок.

### Гражданские и коммерческие программы
Среди гражданских применений БНТС следует отметить автоматизацию процессов в промышленности и другом производстве. Также были разработаны автономные экскурсоводы для Музея естественной истории Карнеги и Швейцарской национальной выставки «Expo».

#### Сельское хозяйство

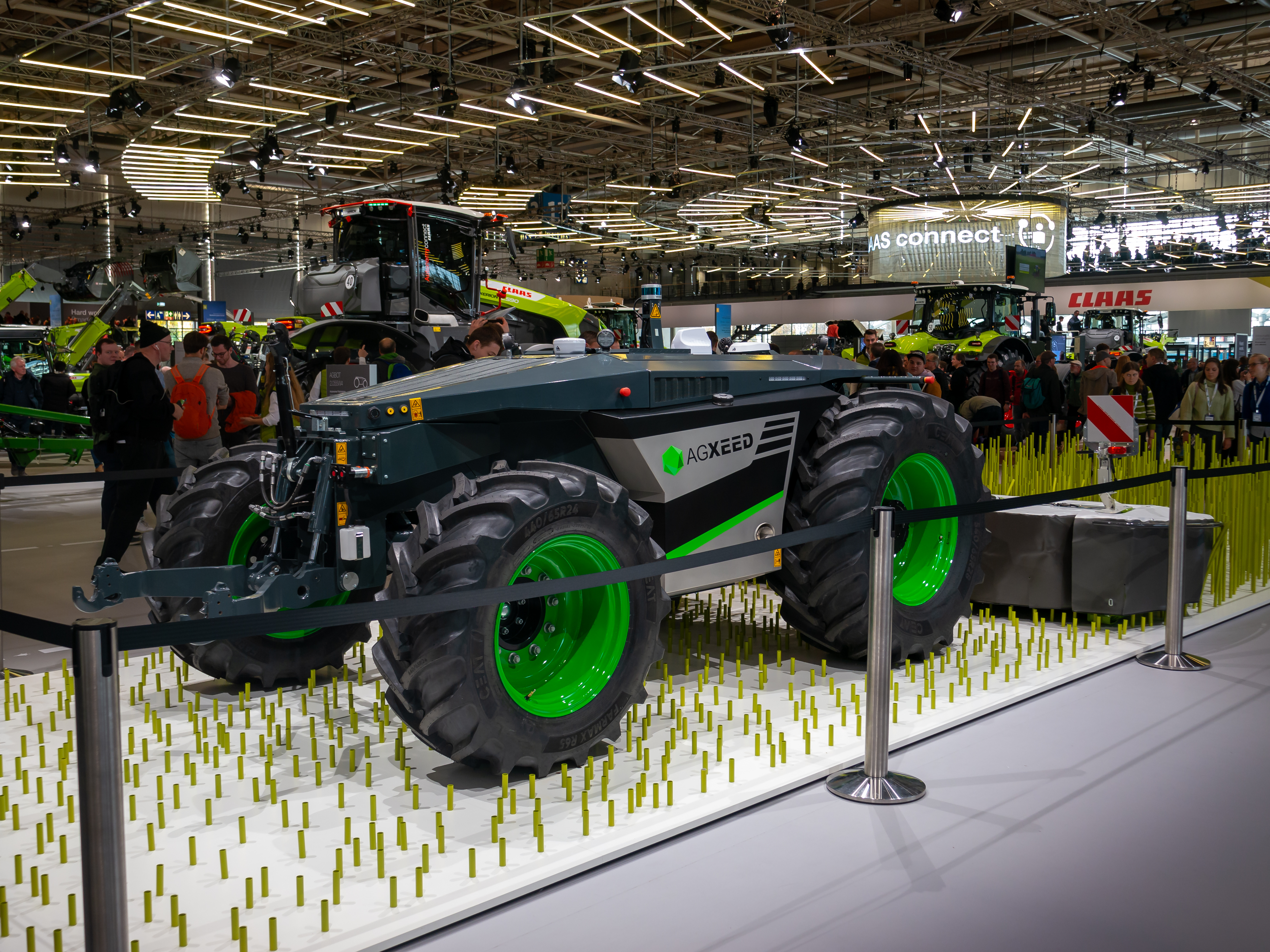
беспилотный трактор

БНТС используются как сельскохозяйственные роботы. Беспилотный уборочный трактор может работать круглосуточно, что позволяет уложиться в короткие сроки, меньше потребляет топлива, так как нет кабины и больше обтекаемость. БНТС также используются для опрыскивания и прореживания растений, мониторинга здоровья сельскохозяйственных культур и скота.

#### Промышленность

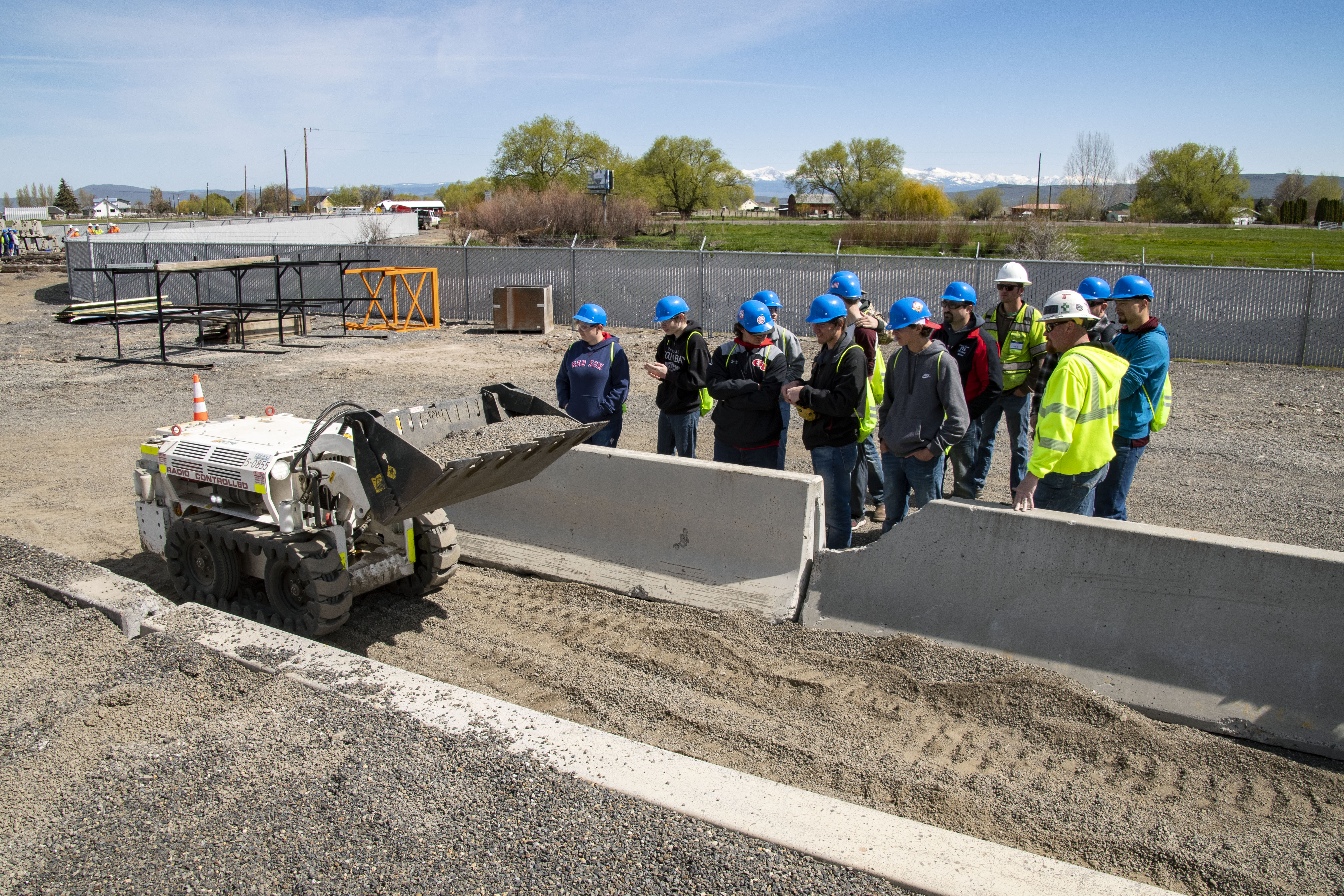
беспилотный ковшовый погрузчик

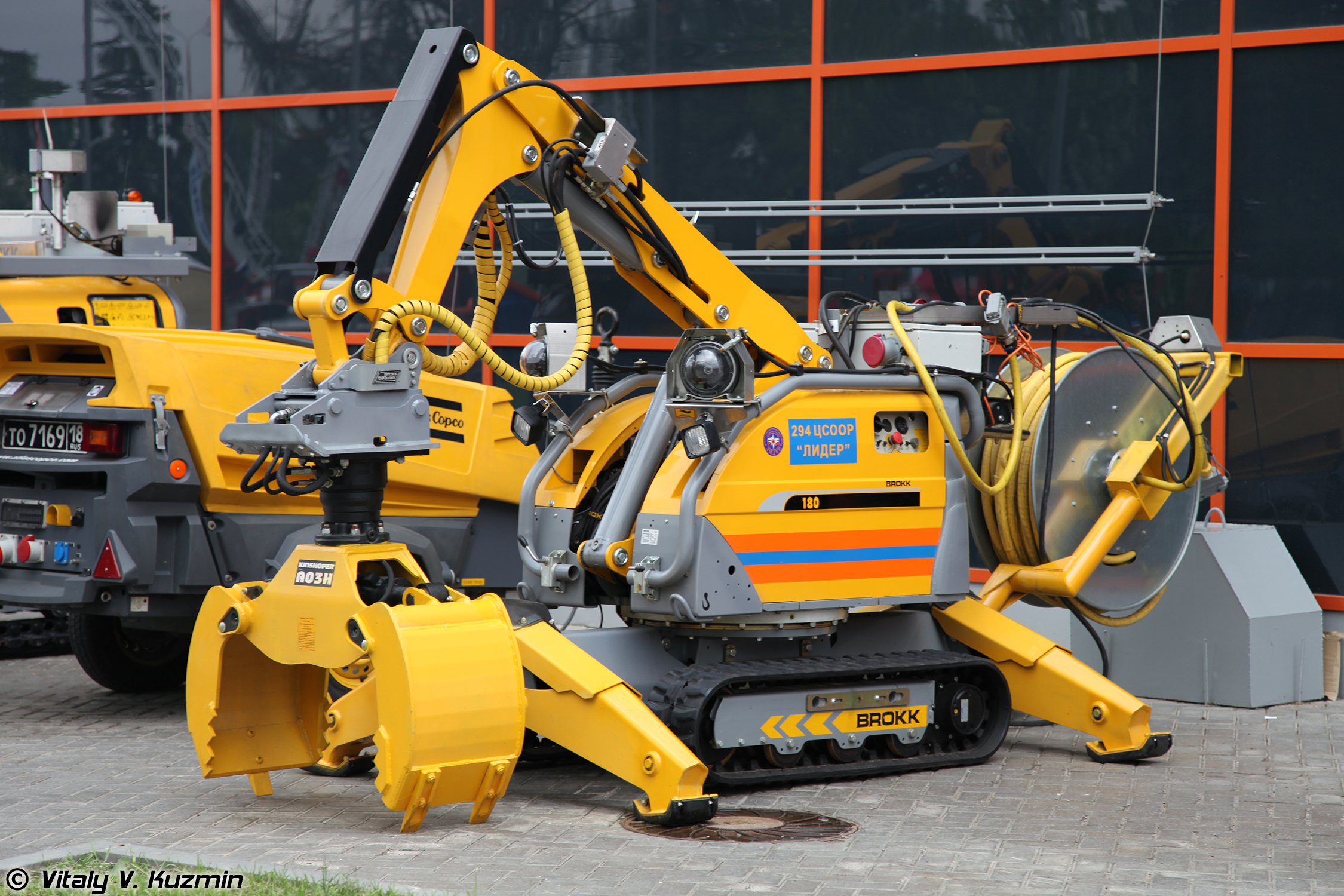
беспилотный экскаватор

В промышленности БНТС используют для транспортировки материалов, такие машины называют автоматически управляемое транспортное средство. В аэрокосмической промышленности БНТС используют для точного позиционирования и транспортировки тяжёлых, крупногабаритных деталей между производственными участками, что менее трудоёмко, чем использование крупных кранов, а также позволяет избегать привлечения людей в опасные зоны.

#### Горное дело
БНТС используют для прохождения и картирования туннелей. Применяя комбинацию радарных, лазерных и визуальных датчиков, БНТС осуществляют 3D-картографирование в открытых шахтных рудниках.

#### Логистика
БНТС находят широкое применение в системах управления складами: перевозка и складирование грузов с помощью автономных вилочных погрузчиков и конвейеров, сканирование и инвентаризация.

### Чрезвычайные ситуации

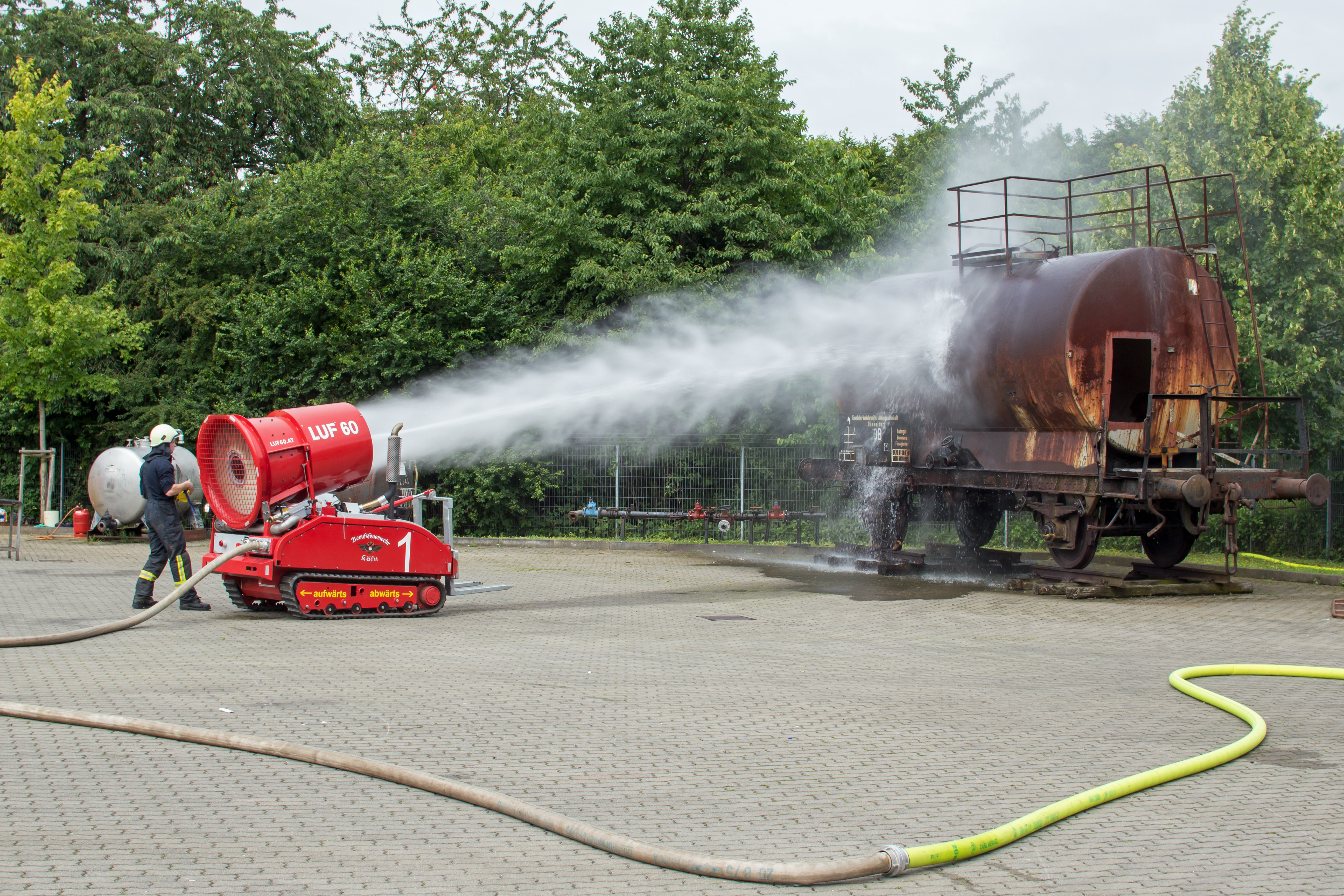
пожарный робот или беспилотный наземный аппарат

БНТС применяют в различных чрезвычайных ситуациях, таких как поисково-спасательные операции, пожаротушение и работы в условиях ядерной аварии. После аварии 2011 года на фукусимской АЭС в Японии БНТС использовались для картографирования и оценки инфраструктуры в районах с повышенным излучением.

### Военное использование
БНТС применяются в военных целях: обезвреживание взрывчатки, погрузка тяжестей, ремонт техники под огнём противника. Количество роботов, используемых в Ираке, возросло со 150 единиц в 2004 году до 5000 в 2005, к концу 2005 года они обезвредили более 1000 придорожных взрывных устройств (Carafano & Gudgel, 2007). К 2013 году армия США закупила 7000 таких машин, из которых 750 были уничтожены. Военные используют технологию БНТС для разработки оснащённых пулемётами и гранатомётами роботов, которые могут заменить солдат.
Российско-украинская война
На лето 2025 года производством БНТС занимается около 40 частных компаний на Украине. Выпускается примерно 200 моделей, предназначенных для логистики (доставка топлива, воды и эвакуация раненных), инженерного сопровождения (минирование и разминирование, связь) и, в меньшей степени, боевых действий (ганатотометы, борьба с дронами). Операторы БНТС обычно находятся вне 10-км «серой зоны», простреливаемой дронами .

### Общественный транспорт

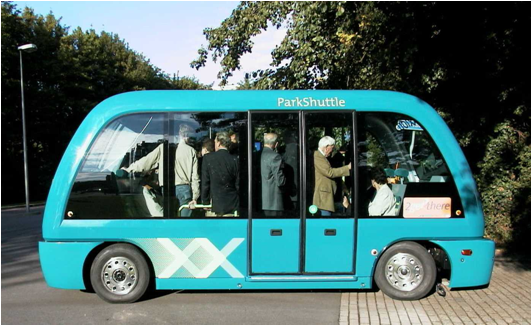
Беспилотный электробус ParkShuttle, перевозящий пассажиров между Роттердамом и Капелле-ан-ден-Эйссел с 1999 года

Уже существуют беспилотные поезда, в том числе в метро. Такую систему постепенно внедряют в парижском метрополитене, автоматизирована вся система поездов в метро Дубая. В 2016 году в метро Гонконга начали работать составы с системой полного автоматического управления, без кабины водителя. Во многих метрополитенах мира работает система автоматизации 2 и 3-го классов, где машинист требуется только для контроля за работой. В 2018 году в Великобритании между городами Питерборо и Хоршам начал ходить поезд, где машинист отвечает лишь за открытие и закрытие дверей вагонов.
В 2019 году в Потсдаме (Германия) началась эксплуатация первого в мире беспилотного трамвая, в 2020 году началась эксплуатация беспилотного трамвая в международном аэропорту Куньмин Чаншуй (КНР).
В 2023 году в Великобритании между Эдинбургом и округом Файф начал работать первый в мире автобусный маршрут с полноразмерными беспилотными автобусами.